# Пагані
Пагані, Паґані (італ. Pagani) — муніципалітет в Італії, у регіоні Кампанія,  провінція Салерно.
Пагані розташоване на відстані близько 220 км на південний схід від Рима, 33 км на схід від Неаполя, 14 км на північний захід від Салерно.
Населення — 35 864 особи (2014).

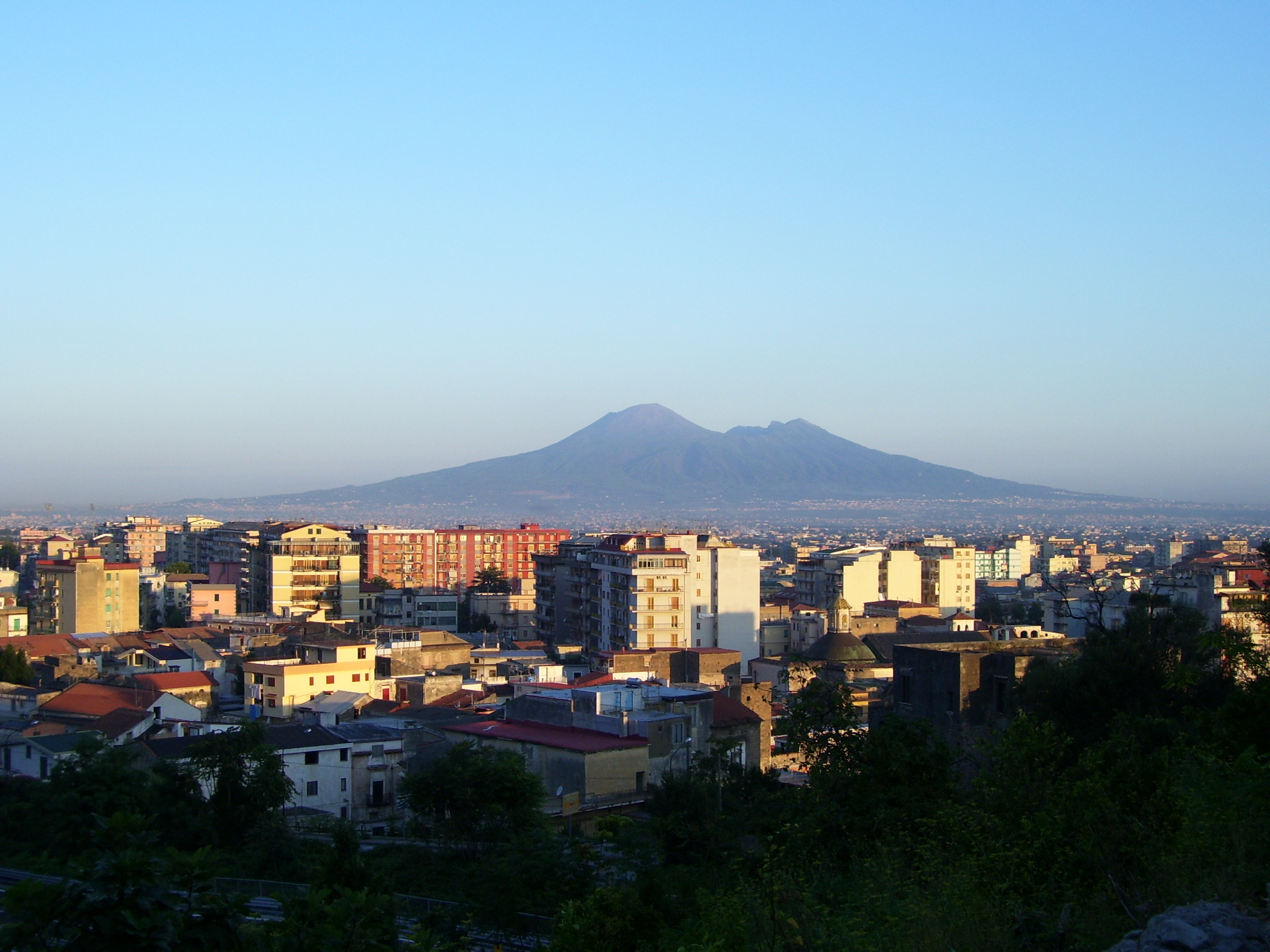

Щорічний фестиваль відбувається 1 серпня. Покровитель — Sant'Alfonso.

## Демографія
Населення за роками:

Станом на 1 січня 2023 року в муніципалітеті офіційно проживало 1025 іноземців з 45 країн, серед них 176 громадян країн Євросоюзу та 223 громадяни України.

## Сусідні муніципалітети
- Ночера-Інферіоре
- Сан-Марцано-суль-Сарно
- Сан-Валентіно-Торіо
- Сант'Еджидіо-дель-Монте-Альбіно
- Трамонті
- Корбара

## Персоналії
- Франко Каліфано — співак, поет, кантауторе, текстяр, актор
- Бруно Вентуріні — співак: опера, неаполітанська пісня, поп